# Episodi di Ragazze vincenti - La serie
La prima e unica stagione della serie televisiva Ragazze vincenti - La serie, composta da 8 episodi, è stata interamente pubblicata su Prime Video il 12 agosto 2022, nei paesi in cui il servizio è disponibile.
| nº | Titolo originale | Titolo italiano         | Pubblicazione  |
| -- | ---------------- | ----------------------- | -------------- |
| 1  | Batter Up        | Alla battuta            | 12 agosto 2022 |
| 2  | Find the Gap     | Trovare gli spazi vuoti | 12 agosto 2022 |
| 3  | The Cut Off      | Il taglio               | 12 agosto 2022 |
| 4  | Switch Hitte     | Battitore ambidestro    | 12 agosto 2022 |
| 5  | Back Footed      | Un passo indietro       | 12 agosto 2022 |
| 6  | Stealing Home    | Rubare casa base        | 12 agosto 2022 |
| 7  | Full Count       | Conto pieno             | 12 agosto 2022 |
| 8  | Perfect Game     | La partita perfetta     | 12 agosto 2022 |